# Emys orbicularis
El galápago europeo (Emys orbicularis) es una especie de tortuga de la familia Emydidae. Vive en el centro y sur de Europa, Asia Occidental y la zona mediterránea de África. Vive cerca o en cursos de agua cuya corriente sea lenta, e hiberna en el fondo del agua durante los meses fríos.

## Descripción
Es un galápago de tamaño mediano, y su longitud varía según las zonas entre 12 y 38 cm de longitud. Su caparazón es marrón con zonas verdosas y alguna mancha amarillenta.
Hace entre 5000 y 8000 años cuando el clima europeo era más cálido, esta tortuga se podía encontrar más al norte alcanzando la actual zona del sur de Suecia.[cita requerida]

## Parásitos
Esta especie puede albergar diversas especies de parásitos, incluidos Haemogregarina stepanovi, monogéneos del género Polystomoides, trematodos vasculares del género Spirhapalum y varias especie de nematodos.[cita requerida]

## Subespecies
- Emys orbicularis capolongoi (Cerdeña)
- Emys orbicularis colchica
- Emys orbicularis eiselti
- Emys orbicularis fritzjuergenobstii
- Emys orbicularis galloitalica (Italia)
- Emys orbicularis hellenica (Oeste de Turquía)
- Emys orbicularis hispanica (España)
- Emys orbicularis iberica (Valle de Kurá)
- Emys orbicularis lanzai (Córcega)
- Emys orbicularis luteofusca (Turquía central)
- Emys orbicularis marmorata (del oeste)
- Emys orbicularis occidentalis (Norte de África)
- Emys orbicularis orbicularis (común de Europa)
- Emys orbicularis orientalis (del Caspio)
- Emys orbicularis persica (del este)